# Genlisea subglabra
Genlisea subglabra este o specie de plante carnivore din genul Genlisea, familia Lentibulariaceae, ordinul Lamiales, descrisă de Otto Stapf. Conform Catalogue of Life specia Genlisea subglabra nu are subspecii cunoscute.